# Wereldbeker shorttrack 2013/2014
De Wereldbeker shorttrack 2013/2014 (officieel: ISU Short Track Speed Skating World Cup 2013-14) was een door de Internationale Schaatsunie georganiseerde shorttrackcompetitie. De cyclus begon op 28 september 2013 in Shanghai en eindigde op 17 november 2013 in Kolomna. De derde wedstrijd in Turijn en de vierde wedstrijd in Kolomna vormden samen het kwalificatietoernooi voor het shorttrack op de Olympische Winterspelen 2014.

## Mannen

### Kalender
| Datum                                                | Plaats   | Onderdeel       | Eerste                                                                            | Tweede                                                                              | Derde                                                                        |
| ---------------------------------------------------- | -------- | --------------- | --------------------------------------------------------------------------------- | ----------------------------------------------------------------------------------- | ---------------------------------------------------------------------------- |
| 28/09/2013                                           | Shanghai | 500m            | Charles Hamelin                                                                   | Vladimir Grigorev                                                                   | Eddy Alvarez                                                                 |
| 29/09/2013                                           | Shanghai | 1000m           | Charles Hamelin                                                                   | Niels Kerstholt                                                                     | Lee Han-bin                                                                  |
| 28/09/2013                                           | Shanghai | 1500m           | Noh Jin-kyu                                                                       | Charles Hamelin                                                                     | Viktor An                                                                    |
| 29/09/2013                                           | Shanghai | 5000m aflossing | Verenigde Staten John Robert Celski Chris Creveling John-Henry Krueger Jeff Simon | Zuid-Korea Kim Yun-jae Lee Ho-suk Park Se-yeong Sin Da-woon                         | Canada Michael Gilday Charles Hamelin François Hamelin Olivier Jean          |
| 05/10/2013                                           | Seoel    | 500m            | Viktor An                                                                         | Wu Dajing                                                                           | Park Se-young                                                                |
| 06/10/2013                                           | Seoel    | 1000m           | Wu Dajing                                                                         | Viktor An                                                                           | Park Se-young                                                                |
| 05/10/2013                                           | Seoel    | 1500m           | Charles Hamelin                                                                   | Lee Han-bin                                                                         | Viktor An                                                                    |
| 06/10/2013                                           | Seoel    | 5000m aflossing | Canada Michael Gilday Charles Hamelin François Hamelin Olivier Jean               | Verenigde Staten Eddy Alvarez John Robert Celski Chris Creveling John-Henry Krueger | Verenigd Koninkrijk Jon Eley Richard Shoebridge Paul Stanley Jack Whelbourne |
| 09/11/2013                                           | Turijn   | 500m            | Charles Hamelin                                                                   | Viktor An                                                                           | Olivier Jean                                                                 |
| 10/11/2013                                           | Turijn   | 1000m           | Charles Hamelin                                                                   | Viktor An                                                                           | Vladimir Grigorev                                                            |
| 09/11/2013                                           | Turijn   | 1500m           | Lee Han-bin                                                                       | John-Henry Krueger                                                                  | Sjinkie Knegt                                                                |
| 10/11/2013                                           | Turijn   | 5000m aflossing | Canada Michael Gilday Charles Hamelin François Hamelin Olivier Jean               | Rusland Viktor An Vladimir Grigorev Semjon Jelistratov Roeslan Zacharov             | Nederland Daan Breeuwsma Niels Kerstholt Sjinkie Knegt Freek van der Wart    |
| 16/11/2013                                           | Kolomna  | 500m            | Viktor An                                                                         | Vladimir Grigorev                                                                   | Wu Dajing                                                                    |
| 17/11/2013                                           | Kolomna  | 1000m           | Charles Hamelin                                                                   | Thibaut Fauconnet                                                                   | John Robert Celski                                                           |
| 16/11/2013                                           | Kolomna  | 1500m           | John Robert Celski                                                                | Viktor An                                                                           | Thibaut Fauconnet                                                            |
| 17/11/2013                                           | Kolomna  | 5000m aflossing | Verenigde Staten Eddy Alvarez John Robert Celski Chris Creveling Jeff Simon       | Rusland Viktor An Vladimir Grigorev Semjon Jelistratov Dmitri Migunov               | Zuid-Korea Lee Ho-suk Noh Jin-kyu Park Se-yeong Sin Da-woon                  |
| Europese kampioenschappen shorttrack 2014 in Dresden |          |                 |                                                                                   |                                                                                     |                                                                              |
| Olympische Winterspelen 2014 in Sotsji               |          |                 |                                                                                   |                                                                                     |                                                                              |
| Wereldkampioenschappen shorttrack 2014 in Montreal   |          |                 |                                                                                   |                                                                                     |                                                                              |

### Eindstanden
| #      | Naam              | Punten |
| ------ | ----------------- | ------ |
| Goud   | Victor An         | 28000  |
| Zilver | Charles Hamelin   | 21678  |
| Brons  | Vladimir Grigorev | 21120  |

| #      | Naam            | Punten |
| ------ | --------------- | ------ |
| Goud   | Charles Hamelin | 30000  |
| Zilver | Victor An       | 16589  |
| Brons  | Niels Kerstholt | 12099  |

| #      | Naam            | Punten |
| ------ | --------------- | ------ |
| Goud   | Charles Hamelin | 22096  |
| Zilver | Lee Han-bin     | 21277  |
| Brons  | Victor An       | 20800  |

| #      | Land             | Punten |
| ------ | ---------------- | ------ |
| Goud   | Verenigde Staten | 28000  |
| Zilver | Canada           | 26400  |
| Brons  | Rusland          | 21120  |

## Vrouwen

### Kalender
| Datum                                                | Plaats   | Onderdeel       | Eerste                                                     | Tweede                                                     | Derde                                                                  |
| ---------------------------------------------------- | -------- | --------------- | ---------------------------------------------------------- | ---------------------------------------------------------- | ---------------------------------------------------------------------- |
| 28/09/2013                                           | Shanghai | 500m            | Fan Kexin                                                  | Park Seung-hi                                              | Marianne St-Gelais                                                     |
| 29/09/2013                                           | Shanghai | 1000m           | Shim Suk-hee                                               | Kim A-lang                                                 | Li Jianrou                                                             |
| 28/09/2013                                           | Shanghai | 1500m           | Shim Suk-hee                                               | Kim A-lang                                                 | Jorien ter Mors                                                        |
| 29/09/2013                                           | Shanghai | 3000m aflossing | Zuid-Korea Cho Ha-ri Kim A-lang Park Seung-hi Shim Suk-hee | China Fan Kexin Li Jianrou Wang Meng Zhou Yang             | Italië Arianna Fontana Lucia Peretti Martina Valcepina Elena Viviani   |
| 05/10/2013                                           | Seoel    | 500m            | Wang Meng                                                  | Fan Kexin                                                  | Arianna Fontana                                                        |
| 06/10/2013                                           | Seoel    | 1000m           | Shim Suk-hee                                               | Park Seung-hi                                              | Kim A-lang                                                             |
| 05/10/2013                                           | Seoel    | 1500m           | Kim A-lang                                                 | Shim Suk-hee                                               | Valérie Maltais                                                        |
| 06/10/2013                                           | Seoel    | 3000m aflossing | Zuid-Korea Cho Ha-ri Kim A-lang Park Seung-hi Shim Suk-hee | China Fan Kexin Li Jianrou Wang Meng Zhou Yang             | Canada Jessica Gregg Jessica Hewitt Valérie Maltais Marianne St-Gelais |
| 09/11/2013                                           | Turijn   | 500m            | Wang Meng                                                  | Arianna Fontana                                            | Fan Kexin                                                              |
| 10/11/2013                                           | Turijn   | 1000m           | Shim Suk-hee                                               | Kim A-lang                                                 | Park Seung-hi                                                          |
| 09/11/2013                                           | Turijn   | 1500m           | Shim Suk-hee                                               | Park Seung-hi                                              | Zhou Yang                                                              |
| 10/11/2013                                           | Turijn   | 3000m aflossing | Zuid-Korea Cho Ha-ri Kim A-lang Park Seung-hi Shim Suk-hee | China Fan Kexin Li Jianrou Liu Quihong Wang Meng           | Italië Arianna Fontana Lucia Peretti Martina Valcepina Elena Viviani   |
| 16/11/2013                                           | Kolomna  | 500m            | Wang Meng                                                  | Fan Kexin                                                  | Shim Suk-hee                                                           |
| 17/11/2013                                           | Kolomna  | 1000m           | Arianna Fontana                                            | Kim A-lang                                                 | Elise Christie                                                         |
| 16/11/2013                                           | Kolomna  | 1500m           | Shim Suk-hee                                               | Valérie Maltais                                            | Zhou Yang                                                              |
| 17/11/2013                                           | Kolomna  | 3000m aflossing | China Fan Kexin Li Jianrou Wang Meng Zhou Yang             | Zuid-Korea Cho Ha-ri Kim A-lang Park Seung-hi Shim Suk-hee | Italië Arianna Fontana Cecilia Maffei Lucia Peretti Martina Valcepina  |
| Europese kampioenschappen shorttrack 2014 in Dresden |          |                 |                                                            |                                                            |                                                                        |
| Olympische Winterspelen 2014 in Sotsji               |          |                 |                                                            |                                                            |                                                                        |
| Wereldkampioenschappen shorttrack 2014 in Montreal   |          |                 |                                                            |                                                            |                                                                        |

### Eindstanden
| #      | Naam            | Punten |
| ------ | --------------- | ------ |
| Goud   | Wang Meng       | 30000  |
| Zilver | Fan Kexin       | 26000  |
| Brons  | Arianna Fontana | 17677  |

| #      | Naam            | Punten |
| ------ | --------------- | ------ |
| Goud   | Shim Suk-hee    | 30000  |
| Zilver | Kim A-lang      | 24000  |
| Brons  | Arianna Fontana | 19216  |

| #      | Naam         | Punten |
| ------ | ------------ | ------ |
| Goud   | Shim Suk-hee | 30000  |
| Zilver | Kim A-lang   | 19342  |
| Brons  | Zhou Yang    | 16896  |

| #      | Land       | Punten |
| ------ | ---------- | ------ |
| Goud   | Zuid-Korea | 30000  |
| Zilver | China      | 26000  |
| Brons  | Italië     | 19200  |